# Poopó (provincie)
Poopó is een provincie in het departement Oruro in Bolivia. De provincie heeft een oppervlakte van 3061 km² en heeft 16.775 inwoners (2012). De hoofdstad is Poopó.
Poopó is verdeeld in drie gemeenten:
- Antequera
- Pazña
- Poopó

Atahuallpa · 
Carangas · 
Cercado · 
Eduardo Avaroa · 
Ladislao Cabrera · 
Litoral de Atacama · 
Nor Carangas · 
Pantaléon Dalence · 
Poopó · 
Puerto de Mejillones · 
Sajama · 
San Pedro de Totora · 
Saucarí · 
Sebastián Pagador · 
Sud Carangas · 
Tomas Barrón